# Triều Tiên Thành Tông
Triều Tiên Thành Tông (chữ Hán: 朝鮮成宗; Hangul: 조선 성종, 20 tháng 8, 1457 - 20 tháng 1, 1495), là vị quốc vương thứ 9 của nhà Triều Tiên. Ông ở ngôi từ năm 1469 đến năm 1495, tổng cộng hơn 25 năm.
Triều đại của ông chứng kiến sự hưng thịnh và phát triển của ngành thương nghiệp trong vương quốc Triều Tiên, dựa trên nền tảng được gầy dựng từ đời Triều Tiên Thái Tông đến đời Triều Tiên Thế Tổ, ông nội của ông.

## Tiểu sử

### Sinh ra và lớn lên
Thành Tông sinh vào ngày 30 tháng 7 âm lịch năm 1457, là con trai thứ hai của Ý Kính Vương thế tử Lý Chương (con trai trưởng của vua Thế Tổ) và Thế tử tần Hàn thị. Tên ấu thơ của ông là Khánh Tân (경신) và tên chữ là Tiết (혈). Từ nhỏ, ông đã nổi tiếng thông minh và điềm tĩnh. Có truyền thuyết kể rằng, khi một lần sét đánh vào cung điện trong thời gian Thế Tổ trị vì, một quan hoạn đã bị sét đánh chết. Trong khi anh trai ông là Nguyệt Sơn quân và các quan khác hoảng loạn, ông lại bình tĩnh đứng yên. Nhờ vậy, ông được Thế Tổ khen ngợi rằng sẽ trở thành một người có khí chất và học thức vượt trội như vua Thái Tổ và vua Thế Tông.
Tuy nhiên, không lâu sau khi ông ra đời, cha ông là Ý Kính Vương thế tử đột ngột qua đời, khiến ông và mẹ, Thế tử tần Hàn thị (lúc này đổi gọi thành Túy tần), phải rời cung điện. Ông nội Thế Tổ đặc biệt phong cho Thế tử phi họ Hàn làm Thục phi và cho phép sống trong cung điện, nhưng bà đã chọn rút về sống tại nhà riêng. Dù còn nhỏ, ông không phàn nàn về cuộc sống khó khăn và không dễ dàng bộc lộ cảm xúc của mình. Hàn Minh Quái và Thân Thúc Chu đã chú ý đến điều này và quyết định chọn ông thay vì Nguyệt Sơn Đại quân. Thêm vào đó, cuộc hôn nhân của ông với con gái của Hàn Minh Quái (tức Cung Huệ Vương hậu) và việc cháu gái của Thân Thúc Chu trở thành kế phi của ông, tức Phế phi Doãn thị, đã tạo lợi thế cho việc kế vị ngai vàng.

### Thời kỳ tiền ngai vàng
Năm 1461, khi 5 tuổi, ông được phong làm Giả Ẩt Sơn Quân (자을산군). Tuy nhiên, Túy tần Hàn thị vẫn thường xuyên ra vào cung điện và giao lưu với các quan đại thần như Hàn Minh Quái và Thân Thúc Chu. Bà cũng cho Giả Ẩt Sơn Quân lấy một trong những người con gái của Hàn Minh Quái, sau này chính là nguyên phi của ông, Cung Huệ Vương hậu Hàn thị.
Năm 1468, khi vua Thế Tổ qua đời, em trai Ý Kính Vương thế tử là Hải Dương Đại Quân lên ngôi, tức vua Duệ Tông. Khi đó, ông được phong làm Giả Sơn Quân (잘산군). Tuy nhiên, Duệ Tông chỉ trị vì được 14 tháng trước khi qua đời vào năm 1469. Con trai Duệ Tông, Tề An Đại quân, khi đó mới 3 tuổi, và anh trai Giả Sơn Quân, Nguyệt Sơn Đại quân, đang mắc bệnh. Do đó, theo lệnh của tổ mẫu Trinh Hi Vương hậu, vào ngày 28 tháng 11 âm lịch năm 1469, Giả Sơn Quân lên ngôi tại Cảnh Phúc Cung. 
Việc vua Thành Tông lên ngôi không chỉ do ý muốn của Trinh Hi Vương hậu mà còn do sự tác động của các đại thần như Hàn Minh Quái và Thân Thúc Chu, những người muốn nắm giữ quyền lực bằng cách đưa một vị vua trẻ lên ngôi.
Vua Thành Tông thường ăn cơm chan canh (수반) khi gặp hạn hán. Việc này không chỉ thể hiện đạo đức cá nhân nhằm vượt qua thiên tai mà còn do tính chất thể trạng của ông, khiến ông cảm thấy khô họng. Ngay sau khi lên ngôi, khi quan đại thần Kim Ổn lo lắng rằng việc ăn cơm trộn nước sẽ gây hại cho dạ dày của ông, vua Thành Tông đã nóng nảy đáp lại: "Nếu theo lời của khanh, thì phải luôn ăn đồ khô sao?" Thói quen ăn cơm chan canh thường xuyên của ông đã dẫn đến tình trạng tiêu chảy.

## Sau khi lên ngôi

### Thời kỳ nhiếp chính
Mặc dù Duệ Tông có con trai là Tề An Đại quân, nhưng vua Thành Tông đã lên ngôi với tư cách là con nuôi của Duệ Tông. Trong các Triều Tiên vương triều thực lục, Thành Tông được coi là người kế vị Duệ Tông, còn Ý Kính Vương thế tử được ghi nhận là cha đẻ, và sau khi được truy tôn, ông vẫn được coi là con Ý Kính Thế tử.
Để xoa dịu các lực lượng phản đối, Thành Tông đã phong anh trai là Nguyệt Sơn Đại quân và Tề An Đại quân làm Đại Quân và bổ nhiệm họ vào vị trí Công thần Tả lý (좌리공신). Lên ngôi khi mới 13 tuổi, trong những năm đầu, Từ Thánh Đại vương đại phi nhiếp chính. Vì được lên ngôi theo ý muốn của Hàn Minh Quái và Trinh Hi Vương hậu, trong 7 năm nhiếp chính, mọi quyết định quốc gia đều nằm trong tay các vị đại thần như Hàn Minh Quái và Thân Thúc Chu.
Tuy nhiên, từ năm 1476, sau khi kết thúc thời kỳ nhiếp chính, ông đã bãi bỏ chế độ nguyên thượng (원상) để giành lại quyền quyết định quốc gia. Sau khi bắt đầu tự mình cai trị, ông đã tiếp tục tuyển dụng nhiều học giả của Kim Tông Trực (김종직), dựa theo việc ông nội là vua Thế Tổ đã dùng các văn nhân như Cát Tái (길재) và Kim Thúc Tư (김숙자) để kiểm soát các quan đại thần.

### Truy tôn Ý Kính Thế tử
Vào năm 1475, vấn đề đưa bài vị Ý Kính Vương thế tử lên miếu thờ tổ tiên trong Tông Miếu đã được triều đình bàn bạc lại.
Các đại thần như Lãnh nghị chính Trịnh Xương Tôn (정창손) và Trịnh Lân Chỉ (정인지) đã phản đối việc này, cho rằng nếu đưa bài vị Ý Kính Thế tử vào Tông Miếu thì sẽ như có hai người cha trong dòng họ hoàng gia, và điều này cũng trái với kinh lễ. Tuy nhiên, Trinh Hi Vương hậu đã phản bác rằng Ý Kính Vương thế tử đã nhận mệnh lệnh trở thành Thế tử và vua, hơn nữa ông là anh ruột Duệ Tông, vì vậy việc đưa bài vị vào Tông Miếu không có gì sai trái.
Các đại thần như Bùi Mạnh Đạt (배맹달), Lâm Thủ Khiêm (임수겸), Hồng Kính Tôn (홍경손) và Quyền Luân (권윤) cũng đồng tình với Trinh Hi Vương hậu, cho rằng Ý Kính Vương thế tử đã được phong làm Thế tử dưới triều đại vua Thế Tổ và đã nhận được sắc phong từ hoàng đế nhà Minh, vì vậy việc đưa bài vị vào Tông Miếu là hợp lý.
Mặc dù đã có nhiều cuộc thảo luận, triều đình không tìm được sự đồng thuận. Cuối cùng, Thành Tông ra lệnh cho Lễ Tào chuẩn bị các thủ tục để đưa bài vị Ý Kính Vương thế tử (sau này được truy tôn miếu hiệu Đức Tông) vào Tông Miếu. Ngày 9 tháng 1 năm 1476, bài vị Đức Tông được đưa vào Tông Miếu, xác nhận Thành Tông kế vị ngai vàng với tư cách là con ruột Đức Tông, không phải là con nuôi của Duệ Tông.

### Phế truất và xử tử Phế phi Doãn
Sau khi Vương hậu đầu tiên của Thành Tông là Cung Huệ Vương hậu Hàn thị qua đời ở tuổi 18, ông đã chọn Doãn Thục nghi, một trong những hậu cung của mình, làm Vương phi mới, tức Phế phi Doãn thị. Tuy nhiên, vương phi Doãn thị đã công khai bày tỏ sự ghen tuông khi Thành Tông chú ý đến các hậu cung khác, thậm chí bị phát hiện có dùng độc dược là thạch tín để đầu độc các hậu cung được ân sủng. Nhân Túy Đại phi, mẹ Thành Tông, đã chỉ trích hành vi ghen tuông của vương phi, và các đại thần cũng liên tục buộc tội bà. Năm 1479, vương phi Doãn thị bị phế truất và đuổi ra khỏi cung, về nhà mẹ đẻ, sử gọi là Phế phi Doãn thị.
Sau đó, khi các quan trong triều yêu cầu xử tử Phế phi Doãn thị, Thành Tông ban đầu phản đối vì bà là mẹ của Thế tử, nhưng cuối cùng phải chấp nhận và ban cho bà chén thuốc độc. Sau đó, dù có đề nghị chọn Vương phi mới, Thành Tông từ chối và chọn Doãn Quý nhân, một hậu cung khác, làm vương phi mới, người sau này chính là Trinh Hiển Vương hậu và là mẹ Triều Tiên Trung Tông.

### Tuyển dụng Sĩ lâm phái và các cải cách khác
Thành Tông đã đẩy lùi các quyền thần như Nhậm Sĩ Hồng (임사홍) và Liễu Tử Quang (류자광), đồng thời tập trung phát triển giáo dục và văn hóa bằng cách cung cấp đất đai và sách cho các học viện ở các tỉnh. Ông đã mạnh dạn tuyển dụng các học giả của phái Sĩ lâm như Kim Tông Trực, tạo nền tảng cho thế lực mới và củng cố cơ sở chính trị. Điều này đã dẫn đến sự hoàn thiện của chính trị Sĩ lâm trong thời kỳ vua Tuyên Tổ sau này.
Thời kỳ trị vì Thành Tông được gọi là "Thời kỳ Hoàng kim văn hóa", khi ông phát triển các chính sách văn hóa rực rỡ dựa trên những thành tựu vua Thế Tông và vua Thế Tổ. Năm 1474, ông hoàn thành và ban hành bộ "Kinh Quốc Đại Điển". Năm 1492, ông biên soạn và xuất bản nhiều sách bổ sung như "Đại Điển Tục Lục", "Đông Quốc Dữ Địa Thắng Lãm", "Đông Quốc Thông Giám" và "Đông Văn Tuyển". Ông cũng thành lập Hoằng Văn Quán (홍문관), một cơ quan tương tự như Tập Hiền Điện (집현전) bị giải thể dưới thời vua Thế Tổ, và thực hiện chế độ Hồ Đường (호당) để tuyển chọn những văn thần xuất sắc để đọc sách tại nhà, góp phần phát triển văn hóa. Ngoài ra, ông thực hiện chính sách khuyến Nho diệt Phật một cách nghiêm ngặt, kiểm soát chặt chẽ các nhà sư và đóng cửa hầu hết các ngôi chùa.

### Chính sách đối ngoại
Về mặt đối ngoại, năm 1479, Thành Tông Doãn Bật Thương (윤필상) đánh đuổi tộc người Nữ Chân xung quanh sông Áp Lục, và năm 1491, cử Hứa Tông (허종) tiến hành quét sạch các sào huyệt của tộc Nữ Chân ở khu vực sông Đồ Môn. Năm sau, ông cử Lý Quý Đồng (이계동) đến vùng Hàm Kính đạo để chuẩn bị đối phó với các cuộc xâm lược tộc Nữ Chân, củng cố phòng thủ biên giới phía bắc.

## Cuối đời
Thành Tông yêu thích động vật, thường nuôi hươu, chó và mèo trong vườn sau của cung điện. Từ mùa thu năm 1494, ông bị lao phổi, hen suyễn và các bệnh về phổi khác, cũng như suy nhược, bệnh nhiệt (một dạng bệnh do nóng), đau đầu và các vết loét ở lưng. Trong tình trạng nằm liệt giường, ông đột nhiên xuất hiện một khối u dưới rốn, nhanh chóng trở nên tồi tệ. Mặc dù đã ban lệnh đại xá trước khi qua đời, nhưng tình trạng bệnh không cải thiện. Ngày 20 tháng 1 năm 1495 (24 tháng 12 âm lịch năm 1494), Thành Tông qua đời tại Đại Tạo Điện trong Xương Đức Cung ở tuổi 39 do các biến chứng của bệnh lao phổi, hen suyễn, suy nhược, bệnh nhiệt, loét lưng và u nhọt. Ông được an táng tại Tuyên Lăng (선릉), hiện tại thuộc quận Gangnam, Seoul, cùng với hai Vương hậu của ông là Trinh Hiển Vương hậu và Cung Huệ Vương hậu. Thế tử Lý Long, con trai của ông với phế phi Doãn thị lên nối ngôi, chính là Yên Sơn Quân.

## Sau khi qua đời
Miếu hiệu được định là Thành Tông (成宗), có nghĩa là người hoàn thiện mọi quy định và hệ thống triều đại Triều Tiên. Mặc dù một số quan lại đã đề xuất đặt miếu hiệu là Nhân Tông (仁宗) để thể hiện đức độ, nhưng cuối cùng vẫn giữ miếu hiệu là Thành Tông. Miếu hiệu Nhân Tông sau này được ban cho cháu nội của ông, con trai thứ hai của Trung Tông và Chương Kính Vương hậu Doãn thị.
Ông được nhà Minh ban thụy là Khang Tĩnh (강정) và miếu hiệu Thành Tông. Thụy hiệu toàn xưng là Thành Tông Khang Tĩnh Nhân Văn Hiến Võ Khâm Thánh Cung Hiếu Đại vương (성종강정인문헌무흠성공효대왕)
Ông để lại di nguyện rằng vụ việc xử tử Phế phi Doãn không được đề cập trong vòng 100 năm sau khi ông qua đời. Tuy nhiên, di nguyện này đã không được tuân thủ. Sau này, Nhậm Sĩ Hồng nhắc lại vụ việc này khiến vua Yên Sơn Quân, biết về cái chết bi thảm của mẹ mình, đã nổi giận và ra lệnh giết những người liên quan đến cái chết của Phế phi Doãn thị, dẫn đến vụ thảm sát hàng loạt các quan lại liên quan. Điều này trở thành một trong những nguyên nhân dẫn đến sự tàn bạo của Yên Sơn Quân.

## Gia quyến
- Cha: Ý Kính Vương thế Tử Lý Chương (懿敬世子李暲; 1438 - 1457), sau được truy tôn thành Triều Tiên Đức Tông (朝鮮德宗).
- Mẹ: Chiêu Huệ vương hậu Hàn thị (昭惠王后韓氏, 1437 - 1504), còn được gọi là Nhân Túy Đại phi (仁粹大妃), tác giả của cuốn Nội huấn (內訓).

| Chính thê | Chính thê                                   | Chính thê   | Chính thê | Chính thê |
| --------- | ------------------------------------------- | ----------- | --- | --- |
| 1         | Cung Huệ Vương hậu Hàn thị 恭惠王后韓氏     | 1456 - 1474 | Xuất thân Thanh Châu Hàn thị, con gái của Thượng Đảng Phủ viện quân Hàn Minh Quái (上黨府院君韓明澮) và Hoàng Ly Phủ phu nhân Mẫn thị ở Ly Hưng (黃驪府夫人驪興閔氏). | Không con |
| 2         | Phế phi Doãn thị 废妃尹氏                   | 1455 - 1482 | Xuất thân Hàm An Doãn thị. Là con gái của Doãn Khởi Quyến (尹起畎) và phu nhân Thân thị ở Cao Linh. Đôi khi bà được gọi là Tề Hiến Vương hậu (齊獻王后), thụy hiệu do con trai bà là Yên Sơn Quân tôn phong. Về sau thụy hiệu này bị phế bỏ, do Yên Sơn Quân bị tước đi Vương vị. | - Trưởng tử (tảo thương) - Yên Sơn Quân |
| 3         | Trinh Hiển Vương hậu Doãn thị 貞顯王后 尹氏 | 1462 - 1530 | Xuất thân Pha Bình Doãn thị. Là con gái của Doãn Hào. | - Triều Tiên Trung Tông - Thuận Thục Công chúa - 2 công chúa (tảo thương) |
| Hậu cung  |                                             |             | | |
| 1         | Minh tần Kim thị 明嬪金氏                   | ?-?         | Xuất thân An Đông Kim thị. Con gái của Kim Thước (金碏) và phu nhân họ Trịnh ở Đông Lai (東萊鄭氏). | - Mậu Sơn quân - Huy Thục ông chúa - Kính Thục ông chúa - Huy Tĩnh ông chúa |
| 2         | Quý nhân Nghiêm thị 貴人嚴氏                | ? - 1504    | Người ở Ninh Hoạt. Tên thật của bà là Nghiêm Ngân Triệu Sử (嚴銀召史), con gái của Nghiêm Sơn Thọ (嚴山壽) và phu nhân Hồng thị ở Nam Dương (南陽洪氏). Sơ phong là Thục nghi (淑儀), cùng Trịnh Chiêu dung rất được Thành Tông sủng ái, bà chỉ có một con gái là Cung Thận Ông chúa. Khi Yên Sơn Quân kế vị, bà được tấn phong Chiêu nghi (昭儀), về sau bị Yên Sơn Quân giết chết một cách dã man do từng mưu hại Doãn phế phi. Trung Tông về sau tôn phong "Quý nhân" (貴人). | Cung Thận ông chúa |
| 3         | Quý nhân Trịnh thị 貴人鄭氏                 | ? - 1504    | Người ở Thảo Khê. Tên thật của bà là Trịnh Kim Y (鄭金伊), con gái của Trịnh Nhân Thạch (鄭仁石). Sơ phong Chiêu dung (昭容), được Thành Tông sủng hạnh tối thượng cùng Nghiêm Thục nghi. Khi Yên Sơn Quân kế vị, bà được thăng làm Chiêu nghi (昭儀), về sau bị Yên Sơn Quân xử tử cùng với Nghiêm Quý nhân do từng mưu hại Phế phi Doãn thị. Sinh hạ An Dương quân, Phượng An quân và Tĩnh Huệ Ông chúa, đều bị Yên Sơn Quân nhất loạt trả thù. Trung Tông về sau tôn phong "Quý nhân" (貴人). | - An Dương quân - Phượng An quân - Tĩnh Huệ ông chúa |
| 4         | Quý nhân Quyền thị 貴人權氏                 | 1471 - 1500 | Người ở An Đông, con gái của Kim Thành huyện lệnh Quyền Thọ (權壽). Năm 1488, nhập cung tấn phong Thục nghi (淑儀), năm sau tấn thăng Quý nhân (貴人). | Toàn Thành quân |
| 5         | Quý nhân Nam thị 貴人南氏                   | ?-?         | Người ở Nghi Ninh | |
| 6         | Chiêu nghi Lý thị 昭儀李氏                  | ?-?         | | |
| 7         | Thục nghi Hồng thị 淑儀洪氏                 | 1457- 1510  | Người ở Nam Dương, con gái của Đồng tri trung xu phủ vụ Hồng Dật Đồng (洪逸童) và Lô thị (盧氏), vốn là thứ thiếp. Do thân thế mẹ, Hồng thị phải vào hàng cung nữ, không được tham gia "Hậu cung giản trạch" (後宮揀擇) vốn dành cho con gái chánh thất. Từ vị Thục viên (淑媛) mà lên dần Chiêu dung (昭容). Sau khi Thành Tông thăng hà, bà được ở lại trong cung. Về sau, con trưởng của bà là Hoàn Nguyên quân mắc tội, Hồng Chiêu dung bị Yên Sơn Quân phế truất tước vị thành thứ nhân, đuổi ra ngoài. Trung Tông phản chánh, đưa Hồng thị về cung, cải phong Thục nghi (淑儀). Bà sinh hạ tới 7 vương tử và 3 vương nữ, là một trong những hậu cung sinh nhiều con nhất, có thể thấy rằng khi sinh thời bà rất được Thành Tông yêu quý. | - Hoàn Nguyên quân - Cối Sơn quân - Chân Thành quân - Ích Dương quân - Cảnh Minh quân - Vân Xuyên quân - Dương Nguyên quân - Huệ Thục ông chúa - Tĩnh Thuận ông chúa - Tĩnh Thục ông chúa |
| 8         | Thục nghi Hà thị 淑儀河氏                   | ?-?         | | Quế Thành quân |
| 9         | Thục nghi Trịnh thị 淑儀鄭氏                | ?-?         | Người ở Đông Lai, con gái của Trịnh Hữu Nghĩa (鄭有義) và phu nhân Triệu thị ở Dương Châu (楊州趙氏). | |
| 10        | Thục dung Thẩm thị 淑容沈氏                 | 1465 -1515  | người ở Thanh Tùng, con gái của Thẩm Mạt Đồng (沈末同) và phu nhân Lý thị ở Tinh Châu (星州李氏). | - Lợi Thành quân - Ninh Sơn quân - Khánh Thuận ông chúa - Thục Huệ ông chúa |
| 11        | Thục dung Hàn thị 淑容權氏                  | ?-?         | | Khánh Huy ông chúa |
| 12        | Thục viên Doãn thị 淑媛尹氏                 | ?-?         | | |

- Vương tử:

1. Vương trưởng tử (？－1479), mẹ là Phế phi Doãn thị.
2. Yên Sơn Quân, mẹ là Phế phi Doãn thị. Lấy Cư Xương quận phu nhân Thận thị.
3. Quế Thành quân [桂城君, ? －1504], mẹ là Thục nghi Hà thị. Lấy An Thành quận phu nhân Nguyên thị ở Nguyện Châu.
4. An Dương quân [安陽君, 1480 － 1505], mẹ là Quý nhân Trịnh thị. Lấy Miện Xuyên quận phu nhân Cụ thị ở Lăng Thành.
5. Hoàn Nguyên quân [完原君, 1480 － 1509], mẹ là Thục nghi Hồng thị. Lấy Miện Xuyên quận phu nhân Thôi thị ở Toàn Châu và Tinh Thiện quận phu nhân Hứa thị ở Dương Xuyên.
6. Cối Sơn quân [檜山君, 1481 － 1512], mẹ là Thục nghi Hồng thị. Lấy Ninh Nguyện quận phu nhân An thị ở Trúc Sơn.
7. Phượng An quân [鳳安君, 1482 － 1505], mẹ là Quý nhân Trịnh thị. Lấy Nghi Xuân quận phu nhân Triệu thị ở Bình Nhưỡng.
8. Chân Thành quân [甄城君, 1482 － 1507], mẹ là Thục nghi Hồng thị. Lấy Vĩnh Dương quận phu nhân Thân thị ở Bình Sơn.
9. Triều Tiên Trung Tông Lý Dịch (李懌), mẹ là Trinh Hiển vương hậu. Đương thời có phong hiệu là Tấn Thành Đại quân (晉城大君).
10. Ích Dương quân (益陽君, 1488 － 1552), mẹ là Thục nghi Hồng thị. Lấy Thuận Xuyên quận phu nhân Trịnh thị ở Nghênh Nhật.
11. Lợi Thành quân [利城君, 1489 － 1552], mẹ là Thục dung Thẩm thị. Lấy Côn Sơn quận phu nhân Văn thị ở Nam Bình và Phong Sơn quận phu nhân Quyền thị ở An Đông.
12. Cảnh Minh quân [景明君, 1489 － 1526], mẹ là Thục nghi Hồng thị. Lấy Giang Dương quận phu nhân Doãn thị ở Pha Bình.
13. Toàn Thành quân [全城君, 1490 － 1505], mẹ là Quý nhân Quyền thị. Lấy Đan Dương quận phu nhân Quyền thị ở An Đông.
14. Mậu Sơn quân [茂山君, 1490 － 1525], mẹ là Minh tần Kim thị. Lấy Vĩnh Dương quận phu nhân Thân thị ở Bình Sơn.
15. Ninh Sơn quân [寧山君, 1490 － 1538], mẹ là Thục dung Thẩm thị. Lấy Kim Lăng quận phu nhân Thẩm thị ở Thanh Tùng và Giao Thành quận phu nhân Trịnh thị ở Khánh Châu.
16. Vân Xuyên quân [雲川君, 1490 － 1524], mẹ là Thục nghi Hồng thị. Lấy Hạc Thành quận phu nhân Quyền thị ở An Đông.
17. Dương Nguyện quân [楊原君, 1492－1551], mẹ là Thục nghi Hồng thị. Lấy Văn Xuyên quận phu nhân Triệu thị ở Bình Nhưỡng và Dương Căn quận phu nhân Liễu thị ở Văn hóa.

- Vương nữ:

1. Thuận Thục công chúa [順淑公主, ? - 1488], mẹ là Trinh Hiển vương hậu.
2. 2 công chúa, mẹ là Trinh Hiển vương hậu. Mất sớm năm 1486 và 1490.
3. Huệ Thục ông chúa [惠淑翁主, 1478 － ？], mẹ là Thục nghi Hồng thị. Hạ giá lấy Cao Nguyên úy Thân Hàng.
4. Huy Thục ông chúa [徽淑翁主, ？－？], mẹ là Minh tần Kim thị. Hạ giá lấy Phong Nguyện úy Nhâm Sùng Tải.
5. Cung Thận ông chúa [恭愼翁主, ？－？], mẹ là Quý nhân Nghiêm thị. Hạ giá lấy Thanh Ninh úy Hàn Cảnh Sâm.
6. Khánh Thuận ông chúa [慶順翁主, 1482 －?], mẹ là Thục dung Thẩm thị. Nghi Thành úy Nam Trí Nguyên.
7. Kính Thục ông chúa [敬淑翁主, 1483 －？], mẹ là Minh tần Kim thị. Hạ giá lấy Li xuyên úy Mẫn Tử Phương.
8. Tĩnh Thuận ông chúa [靜順翁主, ？－1506], mẹ là Thục nghi Hồng thị. Hạ giá lấy Phụng Thành úy Trịnh Nguyên Tuấn.
9. Thục Huệ ông chúa [淑惠翁主, 1486 －1525], mẹ là Thục dung Thẩm thị. Hạ giá lấy Hán Xuyên úy Triệu Vô Cương.
10. Khánh Huy ông chúa [慶徽翁主, ？－1525], mẹ là Thục dung Hàn thị. Hạ giá lấy Linh Nguyện úy Doãn Nãi.
11. Huy Tĩnh ông chúa [徽靜翁主, ？－？], mẹ là Minh tần Kim thị. Hạ giá lấy Nghi Xuyên úy Nam Nguyên.
12. Tĩnh Huệ ông chúa [靜惠翁主, ？－1507], mẹ là Quý nhân Trịnh thị. Hạ giá lấy Thanh Bình úy Hàn Kỉ.
13. Tĩnh Thục ông chúa [靜淑翁主, 1493 －1573], mẹ là Thục nghi Hồng thị. Hạ giá lấy Linh Bình úy Doãn Tiếp.
14. Thục Thận ông chúa [淑慎翁主, ？－？], Không rõ mẹ.

## Thụy hiệu
- 성종강정인문헌무흠성공효대왕
- 成宗康靖仁文憲武欽聖恭孝大王
- Thành Tông Khang Tĩnh Nhân văn Hiến Vũ Khâm Thánh Cung Hiếu Đại vương.